# Lenz (Oregon, Klamath megye)
Lenz az Amerikai Egyesült Államok északnyugati részén, Oregon állam Klamath megyéjében, a U.S. Route 97 mentén elhelyezkedő önkormányzat nélküli település.
A település és vasútállomásának névadója Charles A. Lenz telepes.

## Fordítás
- Ez a szócikk részben vagy egészben  a   Lenz, Klamath County, Oregon című angol Wikipédia-szócikk ezen változatának fordításán alapul.  Az eredeti cikk szerkesztőit annak laptörténete sorolja fel. Ez a jelzés csupán a megfogalmazás eredetét és a szerzői jogokat jelzi, nem szolgál a cikkben szereplő információk forrásmegjelöléseként.